# Grisebachiella hieronymi
Grisebachiella hieronymi är en oleanderväxtart som beskrevs av Paul Pablo Günther Lorentz. Grisebachiella hieronymi ingår i släktet Grisebachiella och familjen oleanderväxter. Inga underarter finns listade i Catalogue of Life.